# Live Arena
El Live Arena, también conocido como Arena Tortuguitas o DirecTV Arena, es un estadio cubierto multipropósito situado en la localidad de Tortuguitas en Buenos Aires, Argentina con capacidad para 9300 personas. personas sentadas. La empresa televisiva DirecTV es patrocinador titular del estadio.
Fue inaugurado el 31 de octubre de 2015 con un concierto de Sting.

## Transportes
Si bien el estadio está a 35 km de la Ciudad de Buenos Aires, no abundan los medios de transporte para llegar al lugar. El acceso mediante vehículo propio se puede realizar mediante la Autopista Panamericana, ramal Pilar.
En lo que a transporte público refiere, el Ferrocarril Belgrano Norte tiene una estación a veinte cuadras, mientras que las líneas 15, 57, 341, 203(desde Saavedra) y 228 de colectivos circulan cerca.

## Eventos
| Fecha            | Artista/s                     | Evento                                            | Asistencia                      |
| 2015             | 2015                          | 2015                                              | 2015                            |
| ---------------- | ----------------------------- | ------------------------------------------------- | ------------------------------- |
| 31 de octubre    | Sting                         | Inauguración DirecTV Arena                        | —                               |
| 14 de noviembre  | Axel                          | —                                                 | —                               |
| 2016             |                               |                                                   |                                 |
| 11 de febrero    | Chayanne                      | —                                                 | —                               |
| 20 de febrero    | La Beriso                     | —                                                 | —                               |
| 24 de marzo      | Ricky Martin                  | One World Tour                                    | —                               |
| 26 de abril      | Il Volo                       | Grande Amore Tour                                 | —                               |
| 1 de abril       | Marco Antonio Solís           | —                                                 | —                               |
| 17 de abril      | Marc Anthony                  |                                                   |                                 |
| 18 de junio      | XIII Torneo de Taekwon-Do ITF |                                                   |                                 |
| 19 de junio      | XIII Torneo de Taekwon-Do ITF |                                                   |                                 |
| 26 de junio      | Fifth Harmony                 | 7/27 Tour                                         | 5,693 / 5,693                   |
| 29 de octubre    | Ricky Martin                  | One World Tour                                    | —                               |
| 19 de noviembre  | Los Nocheros                  | —                                                 | —                               |
| 26 de noviembre  | Piñón Fijo                    | —                                                 | —                               |
| 3 de diciembre   | Las Pastillas del Abuelo      | —                                                 | —                               |
| 10 de diciembre  | Junior Express                | —                                                 | —                               |
| 11 de diciembre  | Maluma                        | Pretty Boy, Dirty Boy World Tour                  | —                               |
| 27 de diciembre  | —                             | Copa Peugeot                                      | —                               |
| 2017             |                               |                                                   |                                 |
| 31 de mayo       | 10.000 Maniacs                | —                                                 | —                               |
| 2 de junio       | Valeria Lynch                 | —                                                 | —                               |
| 5 de julio       | Ariana Grande                 | Dangerous Woman Tour                              | 8,623 / 8,727                   |
| 19 de agosto     |                               | Copa Sudamericana League Of Legends Clausura 2017 |                                 |
| 21 de septiembre | Cee Lo Green                  | —                                                 | —                               |
| 28 de septiembre | Incubus                       | 8 South America Tour                              | —                               |
| 25 de noviembre  | Ricardo Arjona                | Circo Soledad                                     | —                               |
| 26 de noviembre  | Ricardo Arjona                | Circo Soledad                                     | —                               |
| 29 de noviembre  | Ricardo Arjona                | Circo Soledad                                     | —                               |
| 30 de noviembre  | Ricardo Arjona                | Circo Soledad                                     | —                               |
| 1 de diciembre   | Ricardo Arjona                | Circo Soledad                                     | —                               |
| 2018             |                               |                                                   |                                 |
| 20 de febrero    | Yo Nací Para Brillar          |                                                   |                                 |
| 14 de marzo      | Liam Gallagher                | As You Were Tour                                  |                                 |
| 23 de mayo       | Harry Styles                  | Harry Styles: Live on Tour                        | 9,523 / 9,523                   |
| 15 de julio      | Got7                          | World Tour: Eyes On You 2018                      |                                 |
| 8 de septiembre  | No Te Va Gustar               | Suenan las Alarmas World Tour                     |                                 |
| 20 de octubre    | Camila Cabello                | Never Be the Same Tour                            |                                 |
| 7 de diciembre   | Morrissey                     | Low in High School Tour                           |                                 |
| 2020             |                               |                                                   |                                 |
| 2 de junio       | Billie Eilish                 | Where Do We Go? World Tour                        | Cancelados por pandemia covid19 |
| 3 de junio       | Billie Eilish                 | Where Do We Go? World Tour                        | Cancelados por pandemia covid19 |
| 2025             |                               |                                                   |                                 |
| 15 de marzo      | The Offspring                 | Supercharged Worldwide In ‘25                     | —                               |